# Yūki Matsuzaki
 (septembre 2023).
La mise en forme du texte ne suit pas les recommandations de Wikipédia : il faut le « wikifier ».
Les points d'amélioration suivants sont les cas les plus fréquents. Le détail des points à revoir est peut-être précisé sur la page de discussion.
- Les titres sont pré-formatés par le logiciel. Ils ne sont ni en capitales, ni en gras.
- Le texte ne doit pas être écrit en capitales (les noms de famille non plus), ni en gras, ni en italique, ni en « petit »…
- Le gras n'est utilisé que pour surligner le titre de l'article dans l'introduction, une seule fois.
- L'italique est rarement utilisé : mots en langue étrangère, titres d'œuvres, noms de bateaux, etc.
- Les citations ne sont pas en italique mais en corps de texte normal. Elles sont entourées par des guillemets français : « et ».
- Les listes à puces sont à éviter, des paragraphes rédigés étant largement préférés. Les tableaux sont à réserver à la présentation de données structurées (résultats, etc.).
- Les appels de note de bas de page (petits chiffres en exposant, introduits par l'outil «  Source ») sont à placer entre la fin de phrase et le point final[comme ça].
- Les liens internes (vers d'autres articles de Wikipédia) sont à choisir avec parcimonie. Créez des liens vers des articles approfondissant le sujet. Les termes génériques sans rapport avec le sujet sont à éviter, ainsi que les répétitions de liens vers un même terme.
- Les liens externes sont à placer uniquement dans une section « Liens externes », à la fin de l'article. Ces liens sont à choisir avec parcimonie suivant les règles définies. Si un lien sert de source à l'article, son insertion dans le texte est à faire par les notes de bas de page.
- La présentation des références doit suivre les conventions bibliographiques. Il est recommandé d'utiliser les modèles {{Ouvrage}}, {{Chapitre}}, {{Article}}, {{Lien web}} et/ou {{Bibliographie}}. Le mode d'édition visuel peut mettre en forme automatiquement les références.
- Insérer une infobox (cadre d'informations à droite) n'est pas obligatoire pour parachever la mise en page.

Pour une aide détaillée, merci de consulter Aide:Wikification.
Si vous pensez que ces points ont été résolus, vous pouvez retirer ce bandeau et améliorer la mise en forme d'un autre article.
Yūki Matsuzaki (松崎 悠希, Matsuzaki Yūki), né le 24 septembre 1981, est un acteur japonais qui a joué dans des films et à la télévision.

## Biographie
Matsuzaki est apparu dans le film de Clint Eastwood, Letters from Iwo Jima, et dans The Pink Panther 2, où il a incarné Kenji Mazuto, un génie de la technologie. Il est également apparu dans Pirates des Caraïbes : La Fontaine de Jouvence sous le nom de Garheng. Il a également joué dans le film L'Homme de Reno (2014). Il prête sa voix à Miyamoto Usagi dans la série animée de 2012 Les Tortues Ninja : Nouvelle Génération et dans la série Netflix de 2022 Samurai Rabbit: The Usagi Chronicles.

## Filmographie

### Cinéma
| Année | Titre                                                           | Rôle                          | Remarques                 |
| ----- | --------------------------------------------------------------- | ----------------------------- | ------------------------- |
| 2002  | Hareng rouge                                                    | Hiroshi                       | Directement vers la vidéo |
| 2003  | Le ninja noir                                                   | Shinji Hagiwara / Ninja rouge | Directement vers la vidéo |
| 2003  | Silence rouge                                                   | Shuji Tsukamoto               | Court métrage             |
| 2003  | Le dernier samouraï                                             | Soldat dans la rue no 1       |                           |
| 2004  | Les nouvelles aventures de l'homme blond : attaque de rat       | Le rat                        |                           |
| 2005  | Épée ivre                                                       | Bandit                        | Court métrage             |
| 2005  | Les nouvelles aventures de l'homme blond : la menace de la mode | Le rat                        | Court métrage             |
| 2005  | Roku                                                            | Saizo                         | Court métrage             |
| 2006  | Seuls les braves                                                | 442 2e escouade #5            |                           |
| 2006  | Les nouvelles aventures de l'homme blond : le Main Event        | Le rat                        | Court métrage             |
| 2006  | Détective bombardier français                                   | Ex clochard                   | Court métrage             |
| 2006  | Lettres d'Iwo Jima                                              | Nozaki                        |                           |
| 2009  | La Panthère Rose 2                                              | Kenji                         |                           |
| 2009  | Le 8e Samouraï                                                  | Yama-san                      | Court métrage             |
| 2010  | Comment savez-vous                                              | Tori                          |                           |
| 2011  | Pirates des Caraïbes: La Fontaine de jouvence                   | Garheng                       |                           |
| 2013  | M. Lapin                                                        | Kénichi                       | Court métrage             |
| 2013  | Maman instantanée                                               | Kaoru                         |                           |
| 2014  | L'homme de Reno                                                 | Tsubasa                       |                           |
| 2015  | Serruriers                                                      | Tadashi                       | Court métrage             |
| 2015  | Débris                                                          | Muramasa (voix)               | Court métrage             |
| 2017  | BraveTempête                                                    | Borg                          |                           |
| 2018  | Kimchi                                                          | Ken                           | Court métrage             |
| 2018  | Othello-san                                                     | Yamada                        | Court métrage             |
| 2020  | Trois derniers jours                                            | Takeshi                       |                           |
| 2022  | Rue Mosaïque                                                    | Wakita                        | Court métrage             |
| 2022  | Manoir de la Lune                                               | Hank Guto                     |                           |

### Télévision
| Année | Titre                                     | Rôle                                        | Remarques                                               |
| ----- | ----------------------------------------- | ------------------------------------------- | ------------------------------------------------------- |
| 2006  | Héros                                     | Ouvrier                                     | Épisode: "Chapitre dix 'Il y a six mois'"               |
| 2008  | Je vais au Japon                          | Conducteur de taxi                          | Téléfilm                                                |
| 2009  | Mieux vaut Ted                            | Scientifique no 1                           | Épisode : "Jabberwocky"                                 |
| 2010  | Battement de Memphis                      | Yoshi Yakamura                              | Épisode: "Tout va bien, maman"                          |
| 2011  | Mélissa et Joey                           | Toshi Kimura                                | Épisode : "Perdu dans la traduction"                    |
| 2012  | La salle de presse                        | Daisuke Tanaka                              | Épisode: "Intimidateurs"                                |
| 2014  | Ōoka Echizen                              | Tomekichi                                   | Épisode : « Chichi, Shirasu ni Zasu »                   |
| 2015  | L'Homme au Haut Château                   | Nakamura                                    | 2 épisodes                                              |
| 2017  | Les Tortues Ninja                         | Miyamoto Usagi (voix)                       | 3 épisodes                                              |
| 2019  | Nous les ours nus                         | Kenji Watanabe, voix supplémentaires (voix) | Épisode : "Ramen"                                       |
| 2019  | Sukatto Japon                             | Daigo Ohki                                  | Épisode: "Un nouveau venu monstrueux admet ses erreurs" |
| 2019  | La Garde du Lion                          | Tenuk (voix)                                | Épisode : « Maman Binturong »                           |
| 2020  | HodoBuzz                                  | Tetsuya Shibata                             | 6 épisodes                                              |
| 2020  | Techniques de pépin                       | Annonceur d'anime (voix)                    | Épisode: "Les vrais Glitch Techs"                       |
| 2022  | Samurai Rabbit: The Usagi Chronicles (en) | Miyamoto Usagi (voix)                       |                                                         |
| 2022  | Oni: Thunder God's Tale                   | Tasaburo (voix)                             |                                                         |
| 2023  | Île du Crâne                              | Hiro (voix)                                 |                                                         |

### Jeux vidéo
| Année | Titre                        | Rôle                 | Remarques |
| ----- | ---------------------------- | -------------------- | --------- |
| 2015  | Call of Duty : Black Ops III | Voix supplémentaires |           |
| 2016  | Let It Die                   | Taro Gunkanyama      |           |
| 2023  | Cœurs sauvages               | Ujishige Daidouji    |           |